# Pyritaranea tubifera
Genre
Espèce
Pyritaranea tubifera, unique représentant du genre Pyritaranea, est une espèce fossile d'araignées de la famille des Pyritaraneidae.

## Distribution
Cette espèce a été découverte à Nýřany en Tchéquie. Elle date du Carbonifère.

## Publication originale
- Frič, 1901 : Fauna der Gaskohle und der Kalksteine der Permformation Böhmens. Vol. IV, part 2. Myriopoda pars II. Arachnoidea, Prague, p. 56–63 (en).